# Premio Der Blaue Engel
Il premio Der Blaue Engel (Der Blaue Engel Filmpreis; lett. "Premio cinematografico L'angelo azzurro") è stato un premio assegnato fino al 2005 dalla giuria internazionale del Festival di Berlino, sponsorizzato dalla AGICOA (Association de Gestion Internationale Collective des Oeuvres Audiovisuelles).
Inaugurato nel 1993 e riferito al celebre film del 1930 L'angelo azzurro di Josef von Sternberg, il premio era conferito al miglior film europeo tra quelli in concorso.

## Albo d'oro

### Anni 1990
- 1993: Le jeune Werther, regia di Jacques Doillon  ·   Francia
- 1994: Il giudice ragazzino, regia di Alessandro Di Robilant  ·   Italia
- 1995: La lunga estate di Otto (Ti kniver i hjertet), regia di Marius Holst  ·   Norvegia
- 1996: Passioni proibite (Lust och fägring stor), regia di Bo Widerberg  ·   Danimarca/ Svezia
- 1997: Segreti del cuore (Secretos del corazón), regia di Montxo Armendáriz  ·   Francia/ Portogallo/ Spagna
- 1998: Left Luggage, regia di Jeroen Krabbé  ·   Paesi Bassi/ Regno Unito/ Belgio/ Stati Uniti
- 1999: Viaggio verso il sole (Günese Yolculuk), regia di Yeşim Ustaoğlu  ·   Turchia/ Paesi Bassi/ Germania

### Anni 2000
- 2000: Il silenzio dopo lo sparo (Die Stille nach dem Schuß), regia di Volker Schlöndorff  ·   Germania
- 2001: Intimacy - Nell'intimità (Intimacy ), regia di Patrice Chéreau  ·   Francia/ Regno Unito/ Germania/ Spagna
- 2002: Minor Mishaps (Små ulykker), regia di Annette K. Olesen  ·   Danimarca/ Svezia
- 2003: Good Bye, Lenin!, regia di Wolfgang Becker  ·   Germania
- 2004: Alle prime luci dell'alba (Om jag vänder mig om), regia di Björn Runge  ·   Svezia
- 2005: Paradise Now, regia di Hany Abu-Assad  ·   Palestina/ Francia/ Germania/ Paesi Bassi/ Israele